# Ḩājjī Ghaldeh
Ḩājjī Ghaldeh (persiska: حاجی غلده) är en ort i Iran.   Den ligger i provinsen Västazarbaijan, i den nordvästra delen av landet, 500 km väster om huvudstaden Teheran. Ḩājjī Ghaldeh ligger 1 595 meter över havet och antalet invånare är 222.
Terrängen runt Ḩājjī Ghaldeh är huvudsakligen kuperad, men åt sydväst är den bergig. Runt Ḩājjī Ghaldeh är det ganska glesbefolkat, med 48 invånare per kvadratkilometer. Närmaste större samhälle är Gerd Kashāneh, 14,8 km väster om Ḩājjī Ghaldeh. Trakten runt Ḩājjī Ghaldeh består i huvudsak av gräsmarker.